# Каякентско-Харачоевская культура
Каякентско-Харачоевская культура — археологическая культура позднего бронзового века на территории Восточного Кавказа — Дагестана, Восточной части Чечни, Северного Азербайджана.

## История исследования памятников археологии
Начиная с 1935 года исследования древней Каякентско-Харачоевской культуры проводились группой археологов Северокавказской археологической экспедиции Государственного исторического музея, а позднее — Института археологии Академии наук СССР. Раскопки проводились под руководством Е. И. Крупнова. Позже участниками СКАЭ была выпущена монография. Коллективом экспедиции в 1963 году издан специальный сборник о древностях Чечено-Ингушской АССР. Учитывая слабую изученность Чечни, экспедиция особое внимание уделила изысканиям на территории восточной части республики. Главным результатом этих работ явилось открытие следов каменного века, памятников всех этапов бронзового века — куро-араксской, майкопской, кобанской и других культур, ранее неизвестных на территории Чечено-Ингушетии.

## Название культуры
Ранее археологами датировалась 1200—700 годами до н. э. В современных трудах археологов относится к середине 2-й половины II тысячелетия до н. э. В 1940 году это имя дал ей археолог Е. И. Крупнов по захоронениям у сёл Каякент (Каякентский район Дагестана; археологические раскопки проводил В. И. Долбежев в 1898 году) и Харачой (Веденский район Чечни; археологические раскопки проводил А. П. Круглов в 1937 году).

## Ареал культуры
В Чечне найдено несколько десятков памятников Каякентско-Харачоевской культуры, например, у селений Харачой, Шали, Сержень-Юрт, Курчалой, Дуба-Юрт, Ишхой-Юрт, Согунты (долина реки Аксай), Зандак, Байтарки (бассейн реки Ярык-су), Белгатой, Дарго, Гуни, Бачи-Юрт, Майртуп, несколько погребений в долине реки Яман-Су, на окраине высокогорного селения Хиндой, и другие. А. А. Иессеном были зафиксированы отдельные могильники с каменными ящиками в Дагестане у селений Новый Чиркей, Иш-карты, Турчи.

## Материальная культура
Материальная культура представлена большим количеством изделий из керамики: сосуды с широким или вытянутым туловом, узким дном, миски конусообразной формы с грубой обмазкой тулова до обжига, отделанные валиками и добавлениями, или гладкие с врезным орнаментом в виде ёлочек, зигзагов, треугольников и различных рисунков. Из металлических изделий в культуре присутствуют черешковые бронзовые кинжалы, налобные бляхи, браслеты. Украшения представлены височными бусами, накосными трубочками, колпачками от головного убора, различными сурьмяными украшениями, вкладышами для серпов, подвесками из камней, стекла и раковин. В селениях исследованы многокамерные глинобитные строения на каменной основе. С культурой связан ряд наскальных рисунков, распространённых в Дагестане. Основу хозяйства культуры составляли земледелие и животноводство. При этом видна преемственная связь в пределах третьей четверти 2000 до н. э. Более древняя Гинчинская культура Гатын-Калинская постепенно переходит в Каякентско-Харачоевскую культуру.
Преемственность от Каякентско-харачоевской культуры постепенно переходит к памятникам Зандакской культуры и Мугерганского могильника.

## Захоронения
На территории распространения Каякентско-Харачоевской культуры располагаются грунтовые могильники; четкая планировка погребений, доминируют размещенные строго в линию каменные ящики. Присутствуют каменные стелы и оградки, грунтовые ямы, выложенные камнями. В погребениях, как правило, покойники лежали в скрюченной позе, мужчины на правом боку, а женщины — на левом. Головы захороненных были обращены на юг. Парные захоронения встречаются редко, так же, как и захоронения в сидячем положении в углу ящика. Часто в могилах находят скудный инвентарь и кости животных.